# Wish You Were Here
Wish You Were Here е деветият студиен албум на английската прогресив рок група Пинк Флойд, издаден през септември 1975 година. В него се разглеждат теми на отсъствие, музикалният бизнес и умственото отклонение на бившия член на групата Сид Барет. Вдъхновен от материали на групата, композирани по време на изпълнения в цяла Европа, Wish You Were Here е записан в различни сесии на лондонския Abbey Road Studios. Предпоставката за записването на албума е базирана на песен написана от групата – „Shine On You Crazy Diamond“. „Shine On“ е знак на почит към Барет, който случайно прави импровизирано посещение в студиото по време на записите. Идеята на основния текстописец Роджър Уотърс е „Shine On“ да се раздели на две части за да се използва в около три нови композиции, като образува концепция, подобна на предишния албума на групата The Dark Side of the Moon.
И при записите на този албум, Пинк Флойд използват студийни ефекти и синтезатори. Освен това, групата използва и гост изпълнители за вокали за някои песни, както в предишните техни албуми. Тези изпълнители включват Рой Харпър, който осигурява основните вокали на „Have a Cigar“ и Блекбърис, които изпълняват задните вокали на „Shine On“.
Албумът моментално се превръща в търговски успех за звукозаписната компания И Ем Ай, които не успяват да издадат достатъчно копия за да отговорят търсенето. Въпреки че първоначално получава смесени отзиви, албумът е аплодиран от критиците и се появява в списъка на Ролинг Стоун за 500-те най-велики албуми на всички времена. Членовете на групата Ричард Райт и Дейвид Гилмор казват, че Wish You Were Here е техният любим албум на Пинк Флойд.

## Списък с песните
Всички текстове са написани от Роджър Уотърс.

### Страна едно
1. Shine On You Crazy Diamond (Parts I-V) – 13:38
2. Welcome to the Machine – 7:30

### Страна две
1. Have a Cigar – 5:24
2. Wish You Were Here – 5:40
3. Shine On You Crazy Diamond (Parts VI–IX) – 12:29

## Състав
- Дейвид Гилмор – основни и задни вокали, китара, клавиши
- Ник Мейсън – барабани, перкусии
- Роджър Уотърс – основни и задни вокали, бас китара, китара
- Ричард Райт – клавиши, клавинет, задни вокали

## Позиция в класациите
| Година | Класация       | Позиция | Коментар                             | Източник |
| ------ | -------------- | ------- | ------------------------------------ | -------- |
| 1975   | Великобритания | 1       | Harvest SHVL 814                     | [ 1 ]    |
| 1975   | САЩ            | 1       | Columbia PC 33453                    | [ 2 ]    |
| 1975   | Франция        | 1       |                                      | [ 3 ]    |
| 1975   | Германия       | 6       |                                      | [ 4 ]    |
| 1975   | Австралия      | 2       |                                      | [ 5 ]    |
| 1975   | Швеция         | 14      | Harvest 062 – 96918, 1C 064 – 96 918 | [ 6 ]    |
| 1975   | Норвегия       | 2       |                                      | [ 7 ]    |